# Rok Kolander
Rok Kolander, slovenski veslač, * 8. februar 1980, Maribor.
Kolander trenutno vesla za klub Dravske elektrarne Branik Maribor, njegov trener pa je Dušan Jurše

## Največji uspehi

### Olimpijske igre
- 4. mesto četverec brez krmarja - Sydney (Milan Janša, Matej Prelog, Jani Klemenčič)
- 4. mesto četverec brez krmarja - Peking (Miha Pirih, Tomaž Pirih, Rok Rozman)

### Svetovna prvenstva
- 3. mesto - svetovno prvenstvo v veslanju 2001 četverec brez krmarja (Milan Janša, Matej Prelog, Jani Klemenčič)
- 4. mesto - 2002 četverec brez krmarja (Milan Janša, Matej Prelog, Jani Klemenčič)
- 6. mesto - 2003 četverec brez krmarja (Miha Pirih, Tomaž Pirih, Gregor Sračnjek)
- 4. mesto - 2004 četverec s krmarjem (Matej Prelog, Sebastjan Toplak, Žiga Galičič; Blaž Krope)
- 13. mesto - 2005 četverec brez krmarja (Gregor Sračnjek, Tomaž Pirih, Miha Pirih)
- 5. mesto - 2006 četverec brez krmarja (Matej Prelog, Tomaž Pirih, Miha Pirih)
- 5. mesto 2007 četverec brez krmarja (Rok Rozman, Tomaž Pirih, Rok Kolander)
- 3. mesto - svetovno prvenstvo v veslanju 2009 četverec brez krmarja (Miha Pirih, Tomaž Pirih, Rok Rozman)

### Sredozemske igre
- 3. mesto - 2005 dvojec brez krmarja

### Svetovno prvenstvo do 23 let
- 2. mesto - 1999 dvojec brez krmarja (Matej Prelog)

### Mladinsko svetovno prvenstvo
- 5. mesto - 1998 dvojec brez krmarja (Matej Prelog)